# Colisión aérea de Lloyd Aéreo Boliviano en 1955
La colisión aérea de Lloyd Aéreo Boliviano ocurrió el 5 de septiembre de 1955, cuando dos aviones (un Douglas DC-3 y un Boeing B-17) de Lloyd Aéreo Boliviano colisionaron en el aire sobre Cochabamba. El B-17 cayó sin control y se estrelló en tierra, falleciendo sus tres tripulantes, mientras que el DC-3 aterrizó de emergencia en Trinidad, sin reportar heridos entre las 11 personas a bordo.

## Acontecimientos
En la mañana del 5 de septiembre de 1955, el Douglas DC-3 matrícula CP-572 despegó desde Cochabamba rumbo a Trinidad, transportando a 8 pasajeros y una tripulación de tres personas. Pocos minutos después, despegó el Boeing B-17G matrícula CP-597 en un vuelo de carga con destino a La Paz. Esta aeronave transportaba a tres tripulantes y ninguna carga registrada.
Ambas aeronaves colisionaron en el aire a una altitud aproximada de 9000 pies (2743 m). La cola del B-17 impactó la cabina del DC-3, causando que el B-17 pierda su cola. El B-17 perdió el control y se estrelló en la zona de Cochabamba. Sus tres tripulantes murieron en el impacto. Mientras tanto, el DC-3 logró mantenerse en vuelo con un solo motor operativo y logró aterrizar de emergencia en el Aeropuerto de Trinidad, con todos sus ocupantes ilesos.

## Investigación
La causa exacta del accidente no fue establecida con certeza. No se hallaron reportes oficiales concluyentes disponibles públicamente. La evidencia sugiere que pudo haber contribuciones de condiciones meteorológicas (nubosidad), diferencias de velocidad entre ambas aeronaves, o posibles fallos en la coordinación del control de tráfico aéreo.
La falta de registradores de vuelo o grabadoras de voz, propias de la época, limitó la profundidad de la investigación. Se desconoce si la Dirección General de Aeronáutica Civil de Bolivia emitió algún informe oficial o recomendaciones tras el accidente.